# أرتور بتروسيان
أرتور بتروسيان (17 ديسمبر 1971 في أرمينيا - ) هو لاعب كرة قدم أرميني (وحمل سابقاً جنسية الاتحاد السوفيتي) في مركز الوسط. شارك مع منتخب أرمينيا لكرة القدم. أما مع النوادي، فقد لعب مع نادي زيورخ ونادي شيراك ونادي يانغ بويز وFC Lokomotiv Nizhny Novgorod ‏ ومكابي بتاح تكفا.

## وصلات خارجية
- أرتور بتروسيان على موقع الاتحاد الدولي (مؤرشف)  (الإنجليزية)
- أرتور بتروسيان على موقع قاعدة بيانات كرة القدم.إي يو (الإنجليزية)
- أرتور بتروسيان على موقع ناشيونال فوتبول تيمز (الإنجليزية)